# Bělostocké vojvodství (1975–1998)
Bělostocké vojvodství (polsky województwo białostockie) byl správní celek v Polské lidové republice a v Polsku, který existoval v letech 1975–1998. Jeho centrem byl Bělostok. Vojvodství mělo rozlohu 10 055 km². Rozkládalo se na východě Polska a sousedilo s Suwalským, Łomżyńským, Siedleckým a Bialskopodlaským vojvodstvím.
Vzniklo dne 1. června 1975 na základě správní reformy. Zrušeno bylo k 31. prosinci 1998 během další správní reformy. Území Bělostockého vojvodství bylo tehdy zahrnuto do Podleského vojvodství.

## Města
Počet obyvatel k 31. 12. 1998
| - Białystok – 283 937 - Bielsk Podlaski – 27 594 - Hajnówka – 24 170 - Łapy – 23 320 - Sokółka – 20 096 - Siemiatycze – 15 632 - Mońki – 10 990 - Czarna Białostocka – 10 013 - Wasilków – 8 900 - Dąbrowa Białostocka – 6 200 | - Choroszcz – 5 400 - Supraśl – 4 600 - Brańsk – 3 800 - Knyszyn – 2 900 - Zabłudów – 2 400 - Suchowola – 2 300 - Drohiczyn – 2 100 - Tykocin – 1 900 - Kleszczele – 1 400 - Suraż – 1 000 |